# Petros Protopapadakis

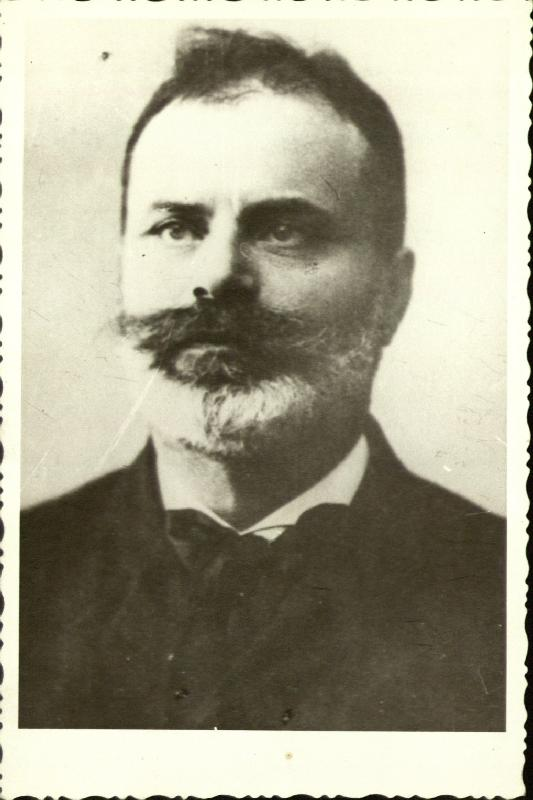
Petros Protopapadakis

Petros Protopapadakis (en griego: Πέτρος Πρωτοπαπαδάκης) (31 de diciembre de 1859-28 de noviembre de 1922) fue un ingeniero y político griego.

## Biografía
Nació en 1854 en Naxos. Estudió en la Universidad de Atenas y luego en París. A su vuelta en Grecia, enseñó hasta 1890 antes de encargársele la construcción del Canal de Corinto. A continuación, tuvo a su cargo la construcción de varias líneas ferroviarias.
Entró en política en 1902. Fue Ministro de Fianzas en varios Gobiernos y se convirtió en un primer ministro de Grecia el 22 de mayo de 1922.
Durante su mandato el Ejército griego fue duramente derrotado en la guerra greco-turca. Protopapadakis fue condenado como responsable de la catástrofe y ejecutado en Atenas la mañana del 15 de noviembre de 1922 junto a otros condenados, como Dimitrios Gounaris, otro primer ministro griego. En el siglo XXI, la sentencia fue recurrida por su nieto, Michalis Protopapadakis, y el 20 de octubre de 2010 el tribunal supremo griego anuló la sentencia.